# エンドリー・トーマス
エンドリー・トーマス（Hendry Bernardo Thomas Suazo、1985年2月23日 - ）は、ホンジュラスの元サッカー選手。元ホンジュラス代表。ポジションはミッドフィールダー。

## 経歴
2005年2月にホンジュラス代表デビュー。7月の2005 CONCACAFゴールドカップにも出場した。毎年数試合ずつの出場だったが、2008年からは出場試合が増え、7大会ぶり2度目となる2010 FIFAワールドカップの出場権獲得に貢献した。2011年までに通算52試合に出場、2得点をあげた。

## 代表歴

### 出場大会
- ホンジュラス代表
  - 2010 FIFAワールドカップ

### 試合数
- 国際Aマッチ 52試合 2得点（2005年-2011年）[1]

| ホンジュラス代表 | 国際Aマッチ | 国際Aマッチ |
| 年               | 出場        | 得点        |
| ---------------- | ----------- | ----------- |
| 2005             | 4           | 0           |
| 2006             | 2           | 0           |
| 2007             | 4           | 0           |
| 2008             | 10          | 2           |
| 2009             | 17          | 0           |
| 2010             | 6           | 0           |
| 2011             | 9           | 0           |
| 通算             | 52          | 2           |